# Luci Tul·li Ciceró el vell
Luci Tul·li Ciceró el vell va ser fill de Marc Tul·li Ciceró I i germà de Marc Tul·li Ciceró, pare de Ciceró l'orador. Formava part de la gens Túl·lia.
Va acompanyar a Antoni l'orador a Cilícia l'any 103 aC com a amic privat i es va quedar amb ell a la província fins a l'any següent. Va viure un quants anys almenys durant el segle i, perquè li explicava al seu nebot Ciceró molts detalls de la vida d'Antoni, però la data de la seva mort és desconeguda.